# ردوآن کروش
ردوآن کروش (انگلیسی: Redouane Kerrouche؛ زادهٔ ۲۶ آوریل ۱۹۹۴) بازیکن فوتبال اهل فرانسه است.
از باشگاه‌هایی که در آن بازی کرده‌است می‌توان به باشگاه فوتبال پاریس اشاره کرد.